# Căn cứ Dulce
Căn cứ Dulce được cho là căn cứ quân sự bí mật của nhóm khoa học mật trong chính phủ Mỹ và người ngoài hành tinh tại khu vực Colorado, bang New Mexico và ở gần thị trấn Dulce. Doanh nhân Paul Bennewitz tại Albuquerque nghi ngờ có các hoạt động người ngoài hành tinh.

## Địa chỉ
Tại vị trí cách 2 dặm bên dưới Archuleta Mesa ở khu tư nhân Jicarilla Apache Indian gần Dulce, bang New Mexico, có một căn cứ bí mật, sự tồn tại của nó có thể là một trong những thực tế được bảo vệ thận trọng nhất thế giới. Đây là nơi có phòng nghiên cứu đầu tiên hợp tác giữa chính phủ Mỹ và người ngoài hành tinh về sinh học. Những phòng khác tồn tại ở Colorado, Nevada và Arizona, đó là chưa nói đến các vị trí khác như Afghanistan và Nga – nhưng Dulce là phòng lớn nhất.

## Lịch sử
Tất cả bắt đầu với công ước năm 1947 bởi tổng thống Harry Truman, rằng sẽ có những kế hoạch đang được đưa vào hoạt động để ELITE đạt được những công nghệ bí mật của người ngoài hành tinh, để đổi lại người ngoài hành tinh có thể bắt cóc con người cho những thí nghiệm độc ác của họ. Theo thời gian, elite sẽ được cho phép tồn tại để trở thành tổng lãnh chúa của loài người “cừu”, dưới sự tổng quản của người ngoài hành tinh – giống như chó chăn cừu trên nông trại con người.Điểm chuyển biến đầu tiên là khi tham vấn an ninh quốc gia, tiến sĩ Zbigniew Brzezinski gặp tổng thống Jimmy Carter tại nhà trắng vào ngày 14 tháng 6 năm 1977, với một số những nhà hoạt động và lãnh đạo trí thức khác, để cập nhật cho tổng thống về các chương trình tuyệt mật, bao gồm “Dự án Aquarius”, và những việc đang được thực hiện tại Dulce, khu 51, và những căn cứ bí mật khác. Brzezinski, một thành viên quyền lực elite đã ủng hộ người Grey  mà không biết rằng tổng thống đã rất sốc và cuối cùng đã dựa vào lời khuyên của những tham vấn quân sự của cộng đồng trí thức để làm mọi cách chặn đứng việc này.Cơ quan An ninh Quốc gia (NSA) đã đấu tranh với người ngoài hành tinh một cách bí mật và những người làm việc cho người ngoài hành tinh, kể từ khi nó được thành lập hồi giữa những năm 50. Dự án Aquarius được thành lập năm 1953, bởi tổng thống Eisenhower, dưới sự kiểm soát của NSC và MJ 12. Năm 1996, tên dự án được đổi từ Gleem sang Aquarius, và một vài phần của nó đã trở thành TUYỆT MẬT, bị che giấu kể cả với CIA và NSC. Thời điểm đó, NSA mở ra “Cơ quan X” (để nhận diện và nghiên cứu tất cả những hoạt động người ngoài hành tinh thù địch mà có thể đe doạ liên bang Hoa Kỳ hoặc nói chung là toàn nhân loại), và “Cơ quan Z” (để phản ứng và hoà giải mọi mối đe doa cho liên bang Hoa Kỳ và nhân loại).
Dưới lệnh mật của tổng thống, ký bởi tổng thống Jimmy Carter, Cơ quan Z của NSA, một lực lượng Delta mới thành lập, và đặc biệt những nhóm được chọn của lực lượng không quân SOC, hải quân SEAL, và lực lượng kỵ binh được tổ chức cho một nhiệm vụ quá bí mật đến nỗi các chỉ huy chỉ được thông báo khi đã đến đêm trước ngày ra trận. Người duy nhất biết tất cả việc này là người đã tham gia vào Cơ quan Z của NSA chiến đấu chống lại người ngoài hành tinh trong nhiều năm, đội trưởng Mark Richards,  con trai của người Hà Lan thầm lặng, tổng Ellis Loyd Richards, người đã làm chỉ huy của An ninh quốc tế (IS) từ khi đô đốc Chester W.Nimitz chết năm 1966…Đến năm 1978, Cơ quan X NSA đã cảnh báo những lãnh đạo thế giới về những chương trình đáng sợ đang được bắt đầu tại Dulce, kể cả đối với những người thích chiến tranh. Hàng ngàn phụ nữ trẻ đã được tạo ra trong những ống nghiệm để làm nô lệ tình dục cho người ngoài hành tinh. Nhưng những nhân bản vô tính này được cho là không thoả mãn người ngoài hành tinh, bởi vì họ không có phản ứng giống như là những nạn nhân thật. Họ được tạo ra để huấn luyện kỹ năng tình dục phục vụ cho giống loài khác, nhưng họ gần như là không có trí óc, và vì vậy mà không phản ứng tốt với “nỗi sợ hãi” mà một người phụ nữ trẻ thông thường thể hiện khi sợ hãi. Vì lý do đó, cùng với chương trình nhân bản này tiếp tục thì chương trình bắt cóc con người cũng phải tăng cường – với những cuộc bắt cóc nhanh chóng tăng từ 1980 đến 100000 người một năm, và những thiết bị cũng được thiết kế lại để giữ nạn nhân lâu hơn (có thể là suốt đời) với con số lên đến 75000 người.

## Hoạt động trong căn cứ
Trong một khu vực mà những nhà chức trách làm việc chủ yếu với các vấn đề quân sự mà là một phần của nhóm thế hệ tìm kiếm phụ nữ trẻ - có khả năng làm mẹ - như là một báu vật bị bảo quản, để học được rằng những phụ nữ trẻ bị bắt cóc và thậm chí nhân bản để làm nô lệ tình dục cho người ngoài hành tinh là một điều quá đáng để con người tiếp tục làm chuyện đó.
Những phòng thí nghiệm tại Dulce bắt đầu nhân bản phụ nữ với một quá trình trong phòng thí nghiệm gen sinh học lớn nhất và hiện đại nhất thế giới, Los Alamos. Những “nhà lãnh đạo tinh hoa” đang điều khiển các chính phủ trên thế giới bằng những bóng đen có thể sẽ có một dân tộc nô lệ “dùng 1 lần”, cho những phần cơ thể bị tiêu huỷ hoặc chỉ cho những sự khoái lạc dục vọng. Giống loài Greys, chính phủ bí mật của Mỹ, đã bắt cóc và thụ thai những phụ nữ trẻ, rồi tước bỏ thai nhi sau 3 tháng, trước khi phát triển nó trong phòng thí nghiệm. Những chương trình sinh học (chỉnh sửa DNA) được thực hiện sau đó – nhiều con người bị tiêm nhiễm bởi nhiều dạng thiết bị, một vài kiểm soát họ từ xa qua sóng radio RF….